# Bromsgrove District
Bromsgrove ist ein District in der Grafschaft Worcestershire in England. Verwaltungssitz ist die Stadt Bromsgrove. Weitere bedeutende Orte sind Catshill und Hagley.
Der Bezirk wurde am 1. April 1974 gegründet und entstand aus der Zusammensetzung des Urban District Bromsgrove und des Rural District Bromsgrove.
Bekannt ist das Internat Bromsgrove School.

## Persönlichkeiten
- Rachel Emily Bragg (* 1984), Volleyballspielerin
- Daniel Bull (Dan Bull) (* 1986), Rapper